# Aldo Balasso
Aldo Balasso (* 1. März 1942 in Montecchio) ist ein ehemaliger italienischer Radrennfahrer.

## Sportliche Laufbahn
Balasso war im Straßenradsport aktiv. Als Amateur siegte er 1964 im Eintagesrennen Trofeo Alcide De Gasperi. 1967 gewann er das Amateurrennen der Meisterschaft von Zürich vor Daniel Boilley. Bei den Straßenradsport-Weltmeisterschaften 1965 kam er auf den 23. Platz im Einzelrennen, 1966 wurde er 32. und 1967 68.
1969 wurde er Berufsfahrer im Radsportteam Sagit und blieb bis 1970 als Radprofi aktiv. Im Giro delle Tre Provincie 1969 wurde er Dritter.
Den Giro d’Italia fuhr er zweimal. 1969 schied er aus, 1970 kam er auf den 69. Gesamtrang.